# Biserica de lemn „Sfântul Grigorie Teologul” din Măcărești
Biserica de lemn „Sfântul Grigorie Teologul” este o biserică amplasată în Măcărești, raionul Ungheni, Republica Moldova. Este un monument arhitectural de importanță națională inclus în Registrul monumentelor Republicii Moldova ocrotite de stat cu nr. 1643 (raionul Ungheni). Datează din 1808.